# Новосёлово (Канский район)
Новосёлово — упразднённая деревня в Канском районе Красноярского края России в составе Мокрушенского сельсовета. Упразднена в 1998 году.

## География
Находилась на правом берегу реки Курыш в месте впадения в неё реки Большая Хиточа, в 4 км по прямой к юго-востоку от села Мокруша.

## История
Основана в 1728 году. По данным на 1926 год село Новосёлово состояло из 142 хозяйств. В административном отношении являлась центром Новосёловского сельсовета Канского района Канского округа Сибирского края.
Распоряжением губернатора Красноярского края от 8 октября 1998 года № 563-П деревня исключена из учётных данных.

## Население
По данным переписи 1926 года в селе проживало 695 человек (344 мужчины и 351 женщина), основное население — русские.